# Kulesze Kościelne (gmina)
Kulesze Kościelne – gmina wiejska w województwie podlaskim, w powiecie wysokomazowieckim. W latach 1975–1998 gmina położona była w województwie łomżyńskim.
Siedziba gminy to Kulesze Kościelne. W granicach gminy znajdują się 32 miejscowości wiejskie, każda o statusie sołectwa.
Według danych z 30 czerwca 2004 gminę zamieszkiwało 3405 osób, a 2010 r. liczba ta wynosiła 3306 osób.

## Położenie
Gmina znajduje się w zachodniej części województwa podlaskiego, w obrębie mezoregionu Wysoczyzny Wysokomazowieckiej. Od północy graniczy z gminami Rutki i Kobylin-Borzymy, od zachodu z gminą Kołaki Kościelne, od południa z gminą Wysokie Mazowieckie, od wschodu z gminą Sokoły. Jest jedną z dziewięciu gmin powiatu wysokomazowieckiego.

## Gospodarka
Obszar gminy stanowi 9,05% powierzchni powiatu i 0,57% powierzchni województwa podlaskiego.

Gmina Kulesze Kościelne ma charakter typowo rolniczy, o czym świadczy przewaga obszarów rolnych w ogólnej jej powierzchni:
- użytki rolne: 67%, z czego grunty orne zajmują 70,19%, pastwiska 17,21%, łąki 12,44% i sady 0,17%,
- użytki leśne: 27%.[6][7]

Na terenie gminy uprawiane są różne gatunki zboża; najwięcej obsiano żyta, pszenicy i owsa. Uprawia się również rośliny pastewne, kukurydzę na ziarno, ziemniaki, buraki cukrowe, warzywa i truskawki.
Naturalne warunki gminy, duże obszary pastwisk i łąk (ok. 30%), a jednocześnie słabe gleby sprawiają, że hodowla bydła i produkcja mleka na terenie gminy jest szczególnie dynamiczna. Duży udział w hodowli zwierząt ma trzoda chlewna, owce domowe, konie oraz drób.
Wśród podmiotów gospodarczych zarejestrowanych w gminie przeważają przedsiębiorcy z takich dziedzin, jak: rolnictwo, łowiectwo, leśnictwo, przetwórstwo przemysłowe, transport i gospodarka magazynowa.

## Demografia

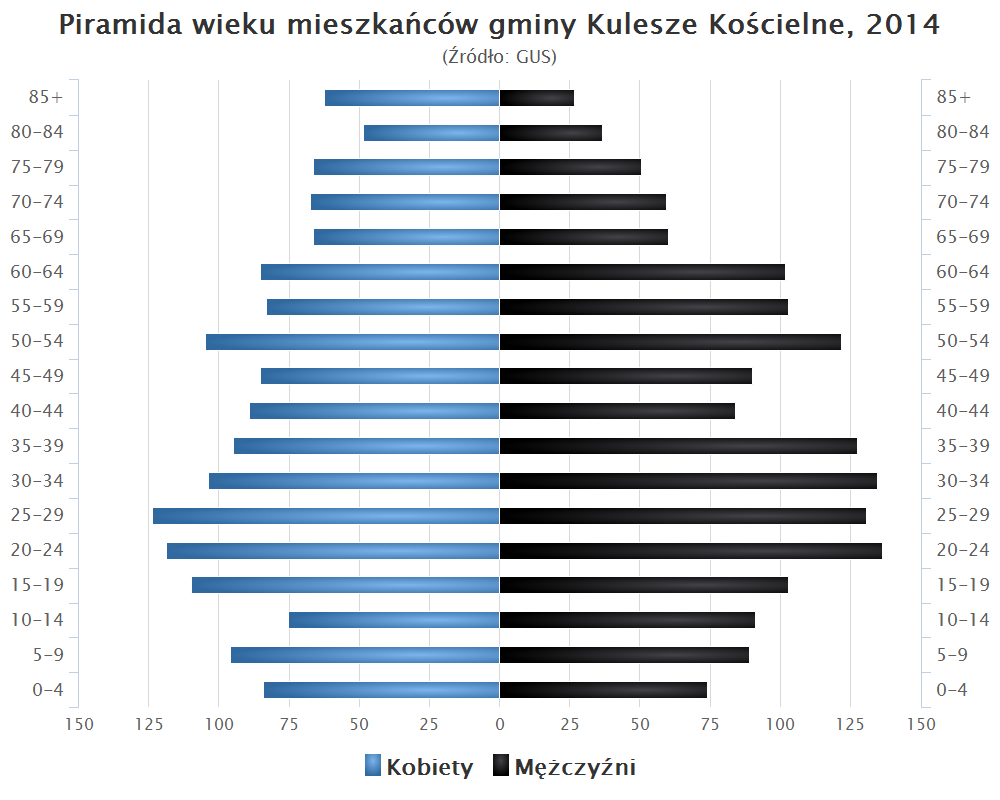
Piramida wieku mieszkańców gminy Kulesze Kościelne w 2014 roku

Dane z 30 czerwca 2004:
| Opis                              | Ogółem | Ogółem | Kobiety | Kobiety | Mężczyźni | Mężczyźni |
| --------------------------------- | ------ | ------ | ------- | ------- | --------- | --------- |
| jednostka                         | osób   | %      | osób    | %       | osób      | %         |
| populacja                         | 3405   | 100    | 1676    | 49,2    | 1729      | 50,8      |
| gęstość zaludnienia (mieszk./km²) | 29,5   | 29,5   | 14,5    | 14,5    | 15        | 15        |

## Sołectwa
Chojane-Bąki, Chojane-Gorczany, Chojane-Pawłowięta, Chojane-Piecki, Chojane-Sierocięta, Chojane-Stankowięta, Czarnowo-Biki, Faszcze, Gołasze Mościckie, Gołasze-Dąb, Grodzkie Szczepanowięta, Kalinowo-Solki, Kulesze Kościelne, Kulesze-Litewka, Kulesze Podlipne, Kulesze-Podawce,  Leśniewo-Niedźwiewdź I, Leśniewo-Niedźwiewdź II, Niziołki-Dobki, Nowe Grodzkie, Nowe Kalinowo, Nowe Wykno, Stara Litwa, Stare Grodzkie, Stare Kalinowo, Stare Niziołki, Stare Wykno, Stypułki-Giemzino, Tybory Uszyńskie, Wnory-Pażochy, Wnory-Wiechy, Wnory-Wypychy.
Bez statusu sołectwa kolonia Nowe Wiechy.

## Sąsiednie gminy
Kobylin-Borzymy, Kołaki Kościelne, Rutki, Sokoły, Wysokie Mazowieckie